# Alba nera su Tokyo
Alba nera su Tokyo (titolo originale Hard Rain o A Lonely Resurrection) è un romanzo thriller di Barry Eisler, il secondo dedicato alla serie di John Rain.
Il libro è stato tradotto in portoghese, bulgaro, tedesco, spagnolo, olandese e numerose altre lingue.

## Trama
John Rain si è ritirato ad Osaka e spera di poter condurre una vita più tranquilla e appartata, ma i fantasmi del passato tornano a tormentarlo e lo costringono a rientrare in azione.
La sua nuova missione è quella di sgominare la yakuza giapponese che sta ancora cercando il misterioso dischetto.
La vita di Rain si sta sgretolando e la morte del suo giovane amico Harry e la ricomparsa di Midori rendono ancora più complicato il suo lavoro.

## Edizioni in italiano
- Barry Eisler, Alba nera su Tokyo, traduzione di Gianni Pannofino, Milano: Garzanti, 2005